# Trận Petersburg thứ ba
Trận Petersburg thứ ba, hay còn gọi là Cuộc đột phá tại Petersburg hoặc Sự thất thủ của Petersburg, là cuộc tấn công quyết định của phe Liên bang miền Bắc vào hệ thống chiến hào của Liên minh miền Nam, kết thúc 10 tháng vây hãm Petersburg và dẫn đến việc hai thành phố Petersburg và Richmond, Virginia của miền Nam đều rơi vào tay quân miền Bắc.